# Mesozoanthus
Mesozoanthus is een geslacht van neteldieren uit de klasse van de Anthozoa (bloemdieren).

## Soorten
- Mesozoanthus fossii Sinniger & Haussermann, 2009
- Mesozoanthus lilkweminensis Reimer & Sinniger, 2010